# شهرستان مامادیشسکی
شهرستان مامادیشسکی (به لاتین: Mamadyshsky District) یک شهرستان در روسیه است که در تاتارستان واقع شده‌است.